# Simo Puupponen
Simo Tapio Puupponen, finski pisatelj, s psevdonimom Aapeli, * 23. oktober, 1915, Kuopio, Finska, † 11. oktober, 1967, Helsinki.